# خودکشی نهنگ‌ها

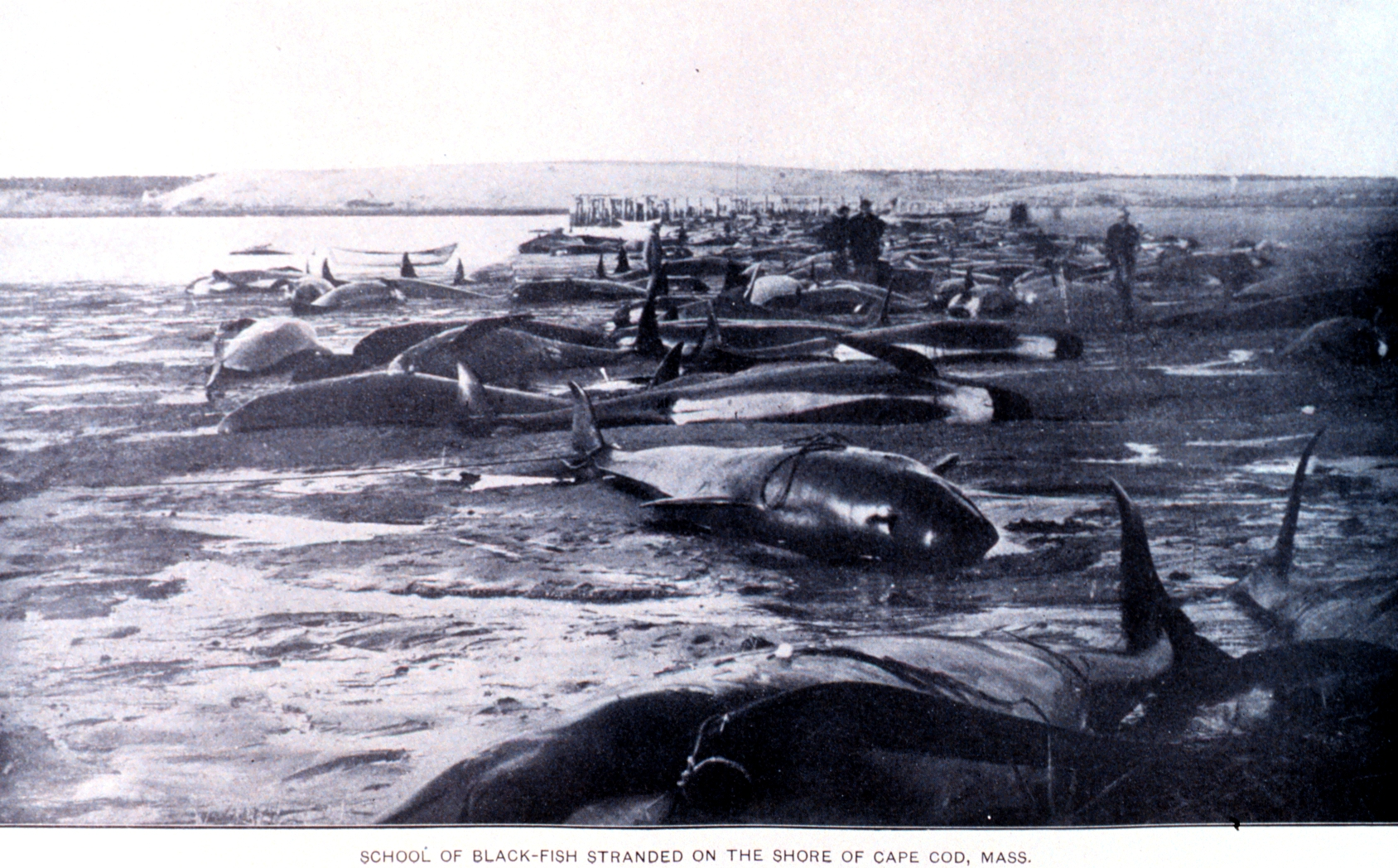
عکسی از نهنگ‌های خلبان ۱۹۰۲

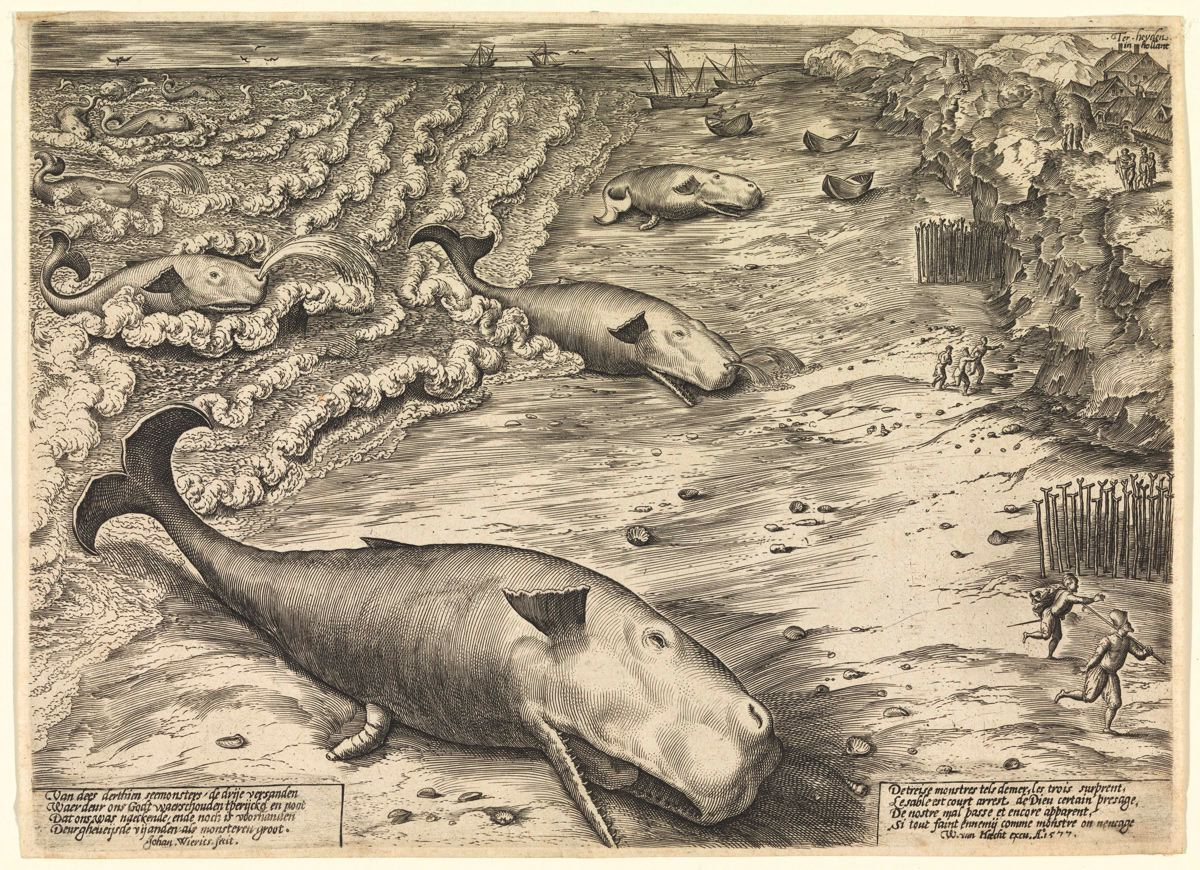
نقاشی از نهنگ‌های عنبر ۱۵۷۷

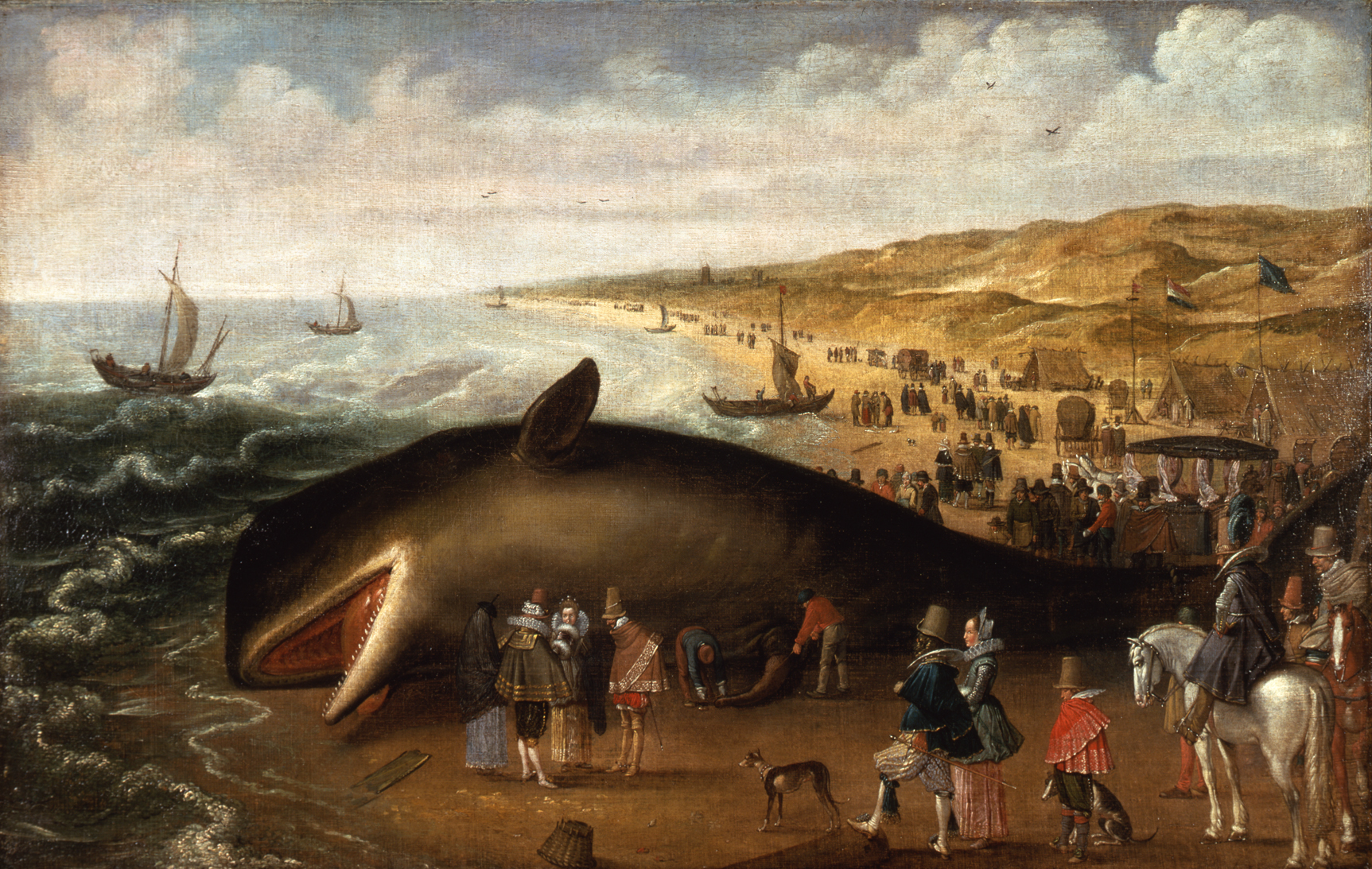
نقاشی نهنگی بین اسخیفنینگن و کات‌ویک ۱۶۱۷

خودکشی نهنگ‌ها پدیده‌ای است که در آن جانورانی از گروه آب‌بازسانان از جمله نهنگ‌ها و دلفین‌ها خود را به ساحل می‌افکنند و پس از آن به علت کم‌آبی بدن، فشار وزن خودشان یا خفگی پس از جزر و مد می‌میرند. این جانوران در انجام این عمل تعمد دارند؛ بدین معنا که اگر به زور به میان دریا بازگردانده شوند، بلافاصله در همان محل یا اندکی دورتر خود را دوباره به ساحل می‌رسانند.

## دلیل خودکشی
دلیل این واقعه هنوز ناشناخته است اما نظریات گوناگونی در این مورد ارائه شده‌اند. برخی معتقدند آن‌ها گاهی بر اثر خطای فردی یا اشتباه رهبر گروهشان و با پیروی جمعی از او ندانسته وارد آبهای کم عمق می‌شوند و سپس راه بازگشت به آب‌های ژرف و عمیق را گم می‌کنند. مخالفان با عنوان نمودن بازگشت دوباره، این نظریه را رد می‌کنند. دومین نظریه در این زمینه این است که نهنگ‌ها و دلفین‌های مسن و پیر گاهی به دلیل احساس کاهش یا کمبود واقعی منابع غذایی شان توانایی رقابت با همنوعان جوان خود و تغذیه مناسب را ندارند. در نتیجه ترجیح می‌دهند بمیرند. اما مخالفان این نظریه می‌گویند در میان آن‌ها که خود را به ساحل انداخته‌اند تعداد جوان‌ها کم نبوده‌ است و حتی در برخی مناطقی که ماهی‌های فراوان وجود دارند - مانند جنوب استرالیا - نیز خودکشی دلفین‌ها به کرات دیده شده. نظریه سوم، ابتلای نهنگ‌ها و دلفین‌ها به بیماری‌های داخلی و ویروسی است. اما وجود بیماری خاص نیز در میان نهنگ‌های خودکشی کننده به اثبات نرسیده‌است.
از طرفی پژوهشگران دانشگاه کالیفرنیا با بررسی اطلاعات ارسالی از گیره‌های الکترونیکی که به پشت نهنگ تک شاخ (نیزه ماهی) وصل کرده بودند متوجه شدند هنگام احساس خطر، ضربان قلب این آبزیان پایین می‌آید اما در همان حال، آن‌ها برای فرار از خطر به سرعت شنا می‌کنند. پژوهشگران که نتیجه تحقیق خود را در نشریه دانش در سال ۲۰۱۷ منتشر کرده‌اند می‌گویند این واکنش نهنگ‌های تک شاخ به خطر «بسیار پرهزینه» است چرا که در حین فعالیت شدید برای فرار، اکسیژنی که به مغز آن‌ها می‌رسد محدود می‌شود. وقتی نهنگ با سرعت تمام در حال فرار است و تعداد ضربان قلبش اینقدر پایین، شاید این باعث می‌شود اکسیژن کافی به مغز نرسد و نهنگ جهت و راه خود را گم کند. اگر این کاهش جریان خون و در نتیجه نرسیدن اکسیژن به مغز به مدت طولانی ادامه پیدا کند ممکن است حتی باعث آسیب ماندگار به مغز شود.

## تعداد خودکشی
سالانه حدود دو هزار جانور دریایی خود را به ساحل می‌اندازند و می‌میرند. بیشتر آن‌ها از خانوادهٔ آب‌بازسانان دندان‌دار هستند (و نه آب‌بازسانان بی‌دندان).

## گونه‌ها
گونه‌هایی که عمدتاً بدین روش خودکشی می‌کنند، نهنگ عنبر، نهنگ خلبان، نهنگ قاتل و نهنگ‌منقاریان هستند.